# Djurmosjön
Djurmosjön är en sjö i Gagnefs kommun i Dalarna och ingår i Dalälvens huvudavrinningsområde.